# Miasta w Boliwii
Według danych oficjalnych pochodzących z 2010 roku Boliwia posiadała ponad 50 miast o ludności przekraczającej 10 tys. mieszkańców. Ludność miejska stanowi 51,4% ogółu mieszkańców Boliwii. Znajduje się tutaj jednak kilka miast, które przekraczają pół miliona mieszkańców. Największym miastem kraju jest Santa Cruz, która dzięki dynamicznemu rozwojowi demograficznemu w latach 90. XX wieku przegoniła stolicę kraju La Paz i jako jedyne miasto liczyło ponad milion mieszkańców; 3 miasta z ludnością 500÷1000 tys.; 6 miast z ludnością 100÷500 tys.; 6 miast z ludnością 50÷100 tys.; 7 miast z ludnością 25÷50 tys. oraz reszta miast poniżej 25 tys. mieszkańców.

## Największe miasta w Boliwii
Największe miasta w Boliwii według liczebności mieszkańców (stan na 01.07.2010):
| L.p. | Miasto                        | Departament | Liczba ludności |
| ---- | ----------------------------- | ----------- | --------------- |
| 1.   | Santa Cruz                    | Santa Cruz  | 1 616 100       |
| 2.   | El Alto                       | La Paz      | 953 300         |
| 3.   | La Paz                        | La Paz      | 835 400         |
| 4.   | Cochabamba                    | Cochabamba  | 618 400         |
| 5.   | Sucre                         | Chuquisaca  | 284 000         |
| 6.   | Oruro                         | Oruro       | 216 700         |
| 7.   | Tarija                        | Tarija      | 194 300         |
| 8.   | Sacaba                        | Cochabamba  | 155 700         |
| 9.   | Potosí                        | Potosí      | 154 700         |
| 10.  | Yacuíba i San José de Pocitos | Tarija      | 112 100         |

## Największe aglomeracje w Boliwii
Największe aglomeracje w Boliwii według liczebności mieszkańców (stan na 01.07.2010):
| L.p. | Miasto     | Departament | Liczba ludności |
| ---- | ---------- | ----------- | --------------- |
| 1.   | La Paz     | La Paz      | 1 847 400       |
| 2.   | Santa Cruz | Santa Cruz  | 1 699 300       |
| 3.   | Cochabamba | Cochabamba  | 1 050 000       |

## Alfabetyczna lista miast w Boliwii
(czcionką pogrubioną wydzielono miasta powyżej 1 mln)
- Achocalla
- Ascención de Guarayos
- Bermejo
- Camiri
- Caranavi
- Cobija
- Cochabamba
- Colcapirhua
- Cotoca
- El Alto
- El Carmen (Andrés Ibañez)
- El Torno
- Guayaramerín
- Huanuni
- La Guardia
- La Paz
- Llallagua
- Mineros
- Montero
- Oruro
- Pailón
- Patacamaya
- Portachuelo
- Potosí
- Puerto Suarez
- Punata
- Quillacollo
- Riberalta
- Roboré
- Rurrenabaque
- Sacaba
- San Borja
- San Ignacio de Moxos
- San Ignacio de Velasco
- San Julián
- Santa Ana del Yacuma
- Santa Cruz (de la Sierra)
- Sucre
- Tarija
- Tiquipaya
- Trinidad
- Tupiza
- Uyuni
- Viacha
- Villamontes
- Villazón
- Vinto
- Warnes
- Yacuíba i San José de Pocitos
- Yapacaní (Villa Germán Bush)